# Daikanbu: Burai
Série
Le Vaurien
(1968) Burai hijō
(1968)
Pour plus de détails, voir Fiche technique et Distribution.
Daikanbu: Burai (大幹部 無頼, aussi connu sous le titre anglophone Outlaw: Gangster VIP 2) est un film japonais réalisé par Keiichi Ozawa, sorti en 1968. C'est le second d'une série de six films adaptés d'un roman autobiographique de Gorō Fujita (ja) paru en 1967.

## Synopsis
Japon, 1956. Maintenant remis de ses blessures après avoir tué le boss du clan Ueno, Gorō Fujikawa est bien décidé à abandonner sa vie de yakuza. Il se rend en train à Tsugaru à l'extrême nord de l'île de Honshū pour retrouver Yukiko et présenter ses excuses à Yumeko pour la mort de Sugiyama. Mais Yumeko est malade et doit être hospitalisée. Pour payer les frais, Gorō se résout à accepter d'être l'homme de main de Gō Kiuchi et se trouve embrigadé dans un conflit de yakuza entre les clans Kiuchi et Izumi à Yokohama.

## Fiche technique
- Titre original : 大幹部 無頼 (Daikanbu: Burai?)[1]
- Titre anglais : Outlaw: Gangster VIP 2
- Réalisation : Keiichi Ozawa
- Assistant réalisateur : Yukihiro Sawada (ja)
- Scénario : Kaneo Ikegami et Keiji Kubota, d'après le roman autobiographique Burai: Aru bōryokudan kanbu no dokyumento (無頼 ある暴力団幹部のドキュメント?)[2] de Gorō Fujita (ja) paru en 1967
- Photographie : Kuratarō Takamura
- Montage : Masanori Tsujii
- Musique : Harumi Ibe (ja)
- Décors : Takeo Kimura et Motozō Kawahara
- Producteur : Kaneo Iwai
- Société de production : Nikkatsu
- Société de distribution : Nikkatsu
- Pays d'origine :  Japon
- Langue originale : japonais
- Format : couleur - 2,35:1 - 35 mm - son mono (Westrex Recording System)
- Genre : Yakuza eiga et action
- Durée : 97 minutes[3] (métrage : 9 bobines - 2 664 m[3])
- Date de sortie : 
  - Japon : 28 avril 1968[3]

## Distribution
- Tetsuya Watari : Gorō Fujikawa
- Chieko Matsubara : Yukiko Hashimoto
- Kayo Matsuo (ja) : Yumeko Sugiyama
- Ryōhei Uchida : Gō Kiuchi
- Kunie Tanaka : Katsuji Nemoto
- Hideaki Nitani : Kosuke Asami, un membre du clan Izumi
- Meiko Kaji (sous le nom de Masako Ōta) : Keiko Asami, sa sœur
- Junko Maya (ja) : Setsuko Asami, sa femme
- Izumi Ashikawa : Mlle Kurohata
- Shōki Fukae (ja) : M. Mori, le comptable du clan Kiuchi
- Jirō Okazaki (ja) : Jun Wakabayashi, un membre du clan Kiuchi
- Eiji Gō : un membre du clan Kiuchi
- Eimei Esumi (ja) : le boss du clan Izumi
- Jūkei Fujioka (ja) : le boss du clan Takamiya
- Zenji Yamada : le boss du clan Inataki

## Autour du film
Le nom du personnage principal, Gorō Fujikawa, interprété par Tetsuya Watari fait référence à Gorō Fujita (ja), un ex-yakuza devenu écrivain et auteur du roman autobiographique d'après lequel est adapté le film.

## Les films de la sérieBurai
- 1968 : Le Vaurien (無頼より 大幹部, Burai yori daikanbu?) de Toshio Masuda
- 1968 : Daikanbu: Burai (大幹部 無頼?) de Keiichi Ozawa
- 1968 : Burai hijō (無頼非情?) de Mio Ezaki
- 1968 : Burai: Hitokiri Gorō (無頼 人斬り五郎?) de Keiichi Ozawa
- 1968 : Burai: Kuro dosu (無頼 黒匕首?) de Keiichi Ozawa
- 1969 : Tue, vaurien, tue ! (無頼 殺せ, Burai: Barase?) de Keiichi Ozawa